# Čertovy kazatelny (Reichensteiner Gebirge)

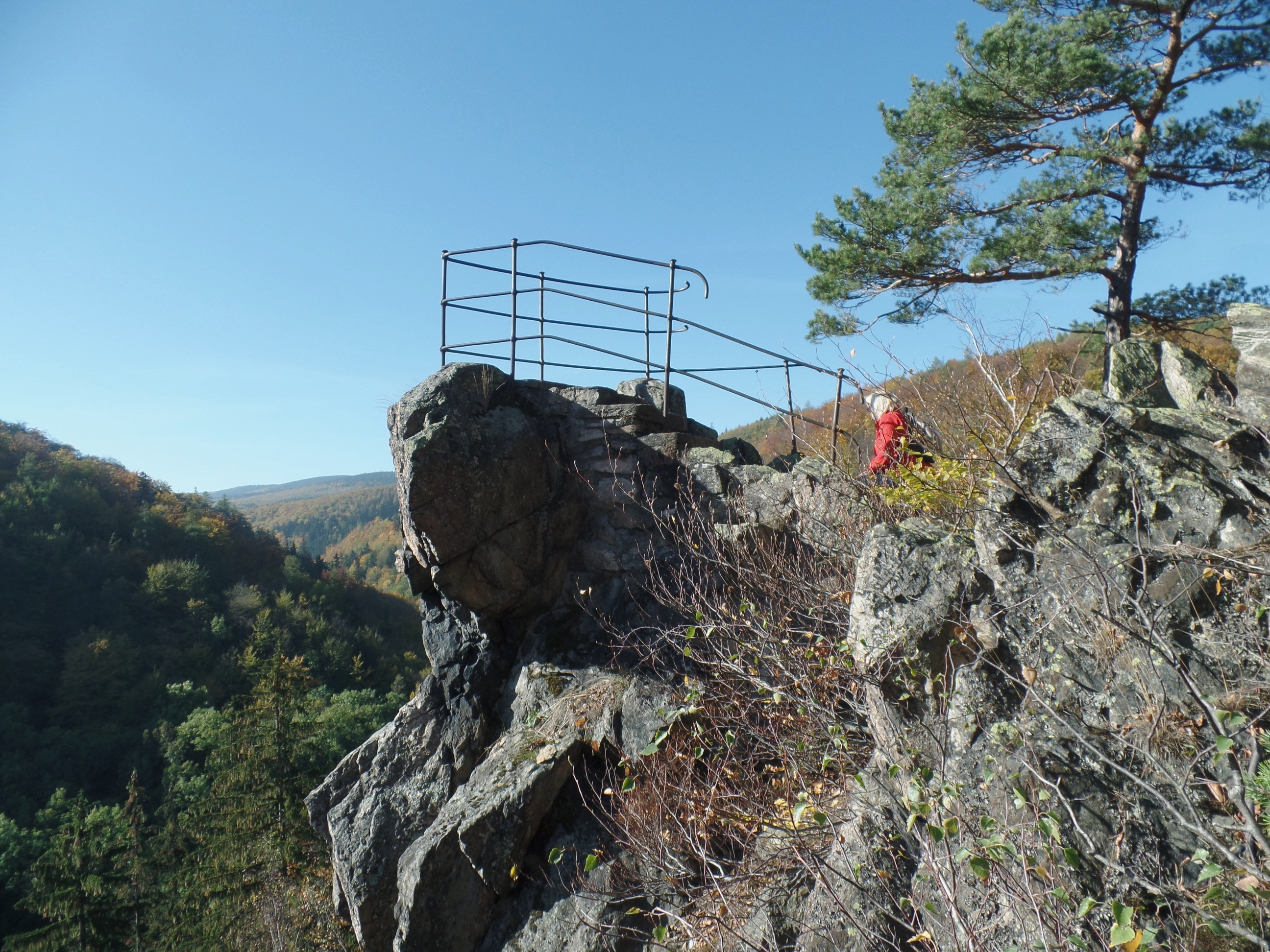
Die Teufelskanzel über dem Krebsgrund

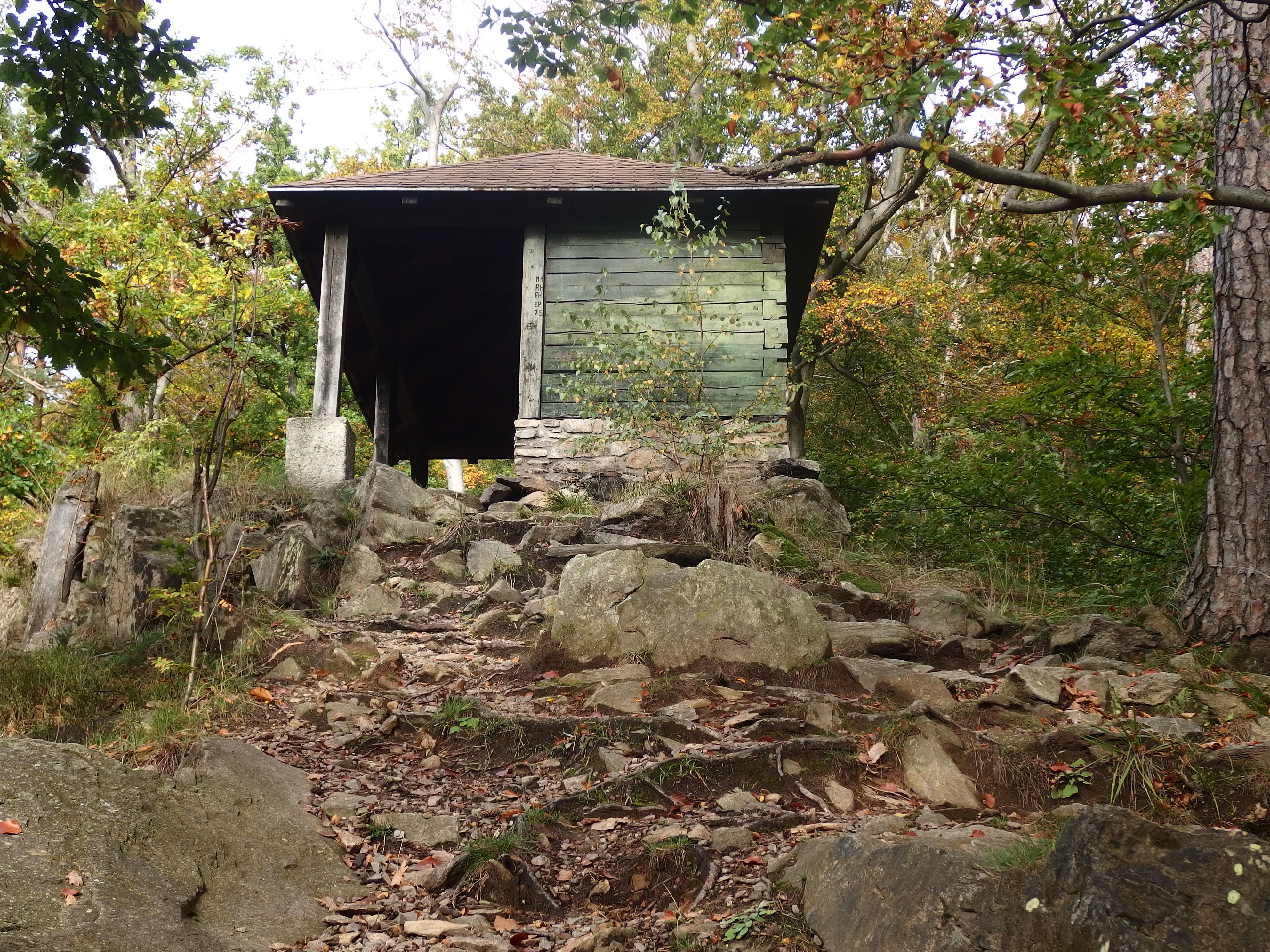
Schutzhütte

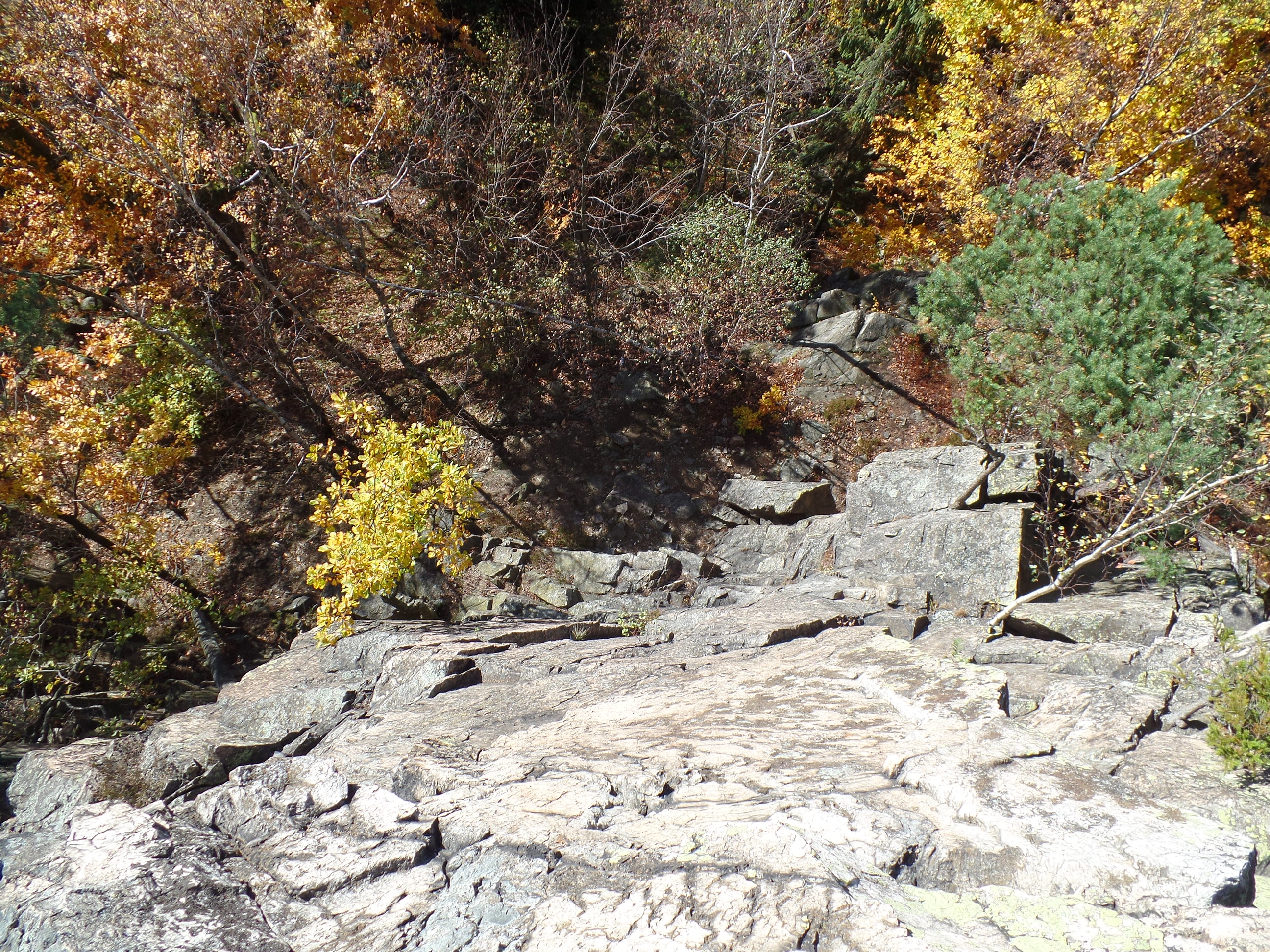
Felswand

Die Čertovy kazatelny (deutsch Teufelskanzel) sind eine Gneisfelsformation im Reichensteiner Gebirge in Tschechien. Sie befinden sich zweieinhalb Kilometer südwestlich von Javorník oberhalb des Ausflugslokals „Tančírna“ (Georgs Halle) im Naturreservat „Račí údolí“.

## Lage und Beschreibung
Die von Buchenwald umgebenen Felsen erheben sich linksseitig über dem vom Račí potok (Krebsbach) durchflossenen Račí údolí (Krebsgrund). Der mit Eisengeländer als Aussichtspunkt gesicherte Felssporn Horní Čertova kazatelna fällt nach Süden in einer 13 m hohen Wand senkrecht zum Krebsgrund ab. Von der Horní Čertova kazatelna bietet sich ein Ausblick über den klammähnlichen unteren Krebsgrund mit dichter urtümlicher Bewaldung.
Auf den Čertovy kazatelny ist eine alte hölzerne Schutzhütte erhalten. Weitere kleinere Felsen unterhalb des Hauptfelsens sind ebenfalls mit Geländern versehen.
Der untere Teil des Krebsgrundes mit den beiderseits gelegenen Wäldern einschließlich der Čertovy kazatelny und des Pustý zámek (Ödschloss) ist seit 1998 Teil des Naturreservates „Račí údolí“.
Vom Schloss Jánský Vrch führt die rote Wegemarkierung – zugleich Lehrpfad Rychlebskými horami – über die Antoniuskapelle  zu den Čertovy kazatelny und weiter zur Burgruine Rychleby. Mit der grünen Markierung führt ein Aufstieg von der Tančírna auf die Felsen.

## Geologie
Der Felsuntergrund gehört zur Gersdorfer Fazies des Schneegebirgsgneises. Dabei wechseln sich Schichten prägnant gerichteter biotitischer Gneise mit solchen ohne markante Ausrichtung ab. In den Felsen der gegenüberliegenden Seite des Grundes treten Granulitgneise in Verbindung mit hellen und pyroxenischen Granuliten auf. Wenig westlich der Teufelskanzel findet sich ein Streifen von Granat-Aplit-Gneis. Der gesamte Gneiskomplex ist stark gefaltet und in der Nähe der sudetischen Randverwerfung auch tektonisch stark gestört. In der Sohle der Klamm treten auch Amphibolit-Brekzien im Gneis auf.